# Ameiurus catus
Cá da trơn trắng (Danh pháp khoa học: Ameiurus catus) còn được gọi là cá đối trắng, là một thành viên của họ cá da trơn Bắc Mỹ Ictaluridae trong bộ cá da trơn Siluriformes. Loài cá này nguyên là bản địa của hệ thống sông ven biển phía Đông Mỹ, cá tra này du nhập đến các bộ phận khác của Hoa Kỳ. 

## Đặc điểm
Ameiurus catus có một cái đầu với tám râu, hai mũi, hai hàm trên và bốn cằm. Nó là cá da trơn. Nó có một cột sống ở rìa trước của vây lưng và vây ngực của nó. Nó thường có sáu tia mềm vây lưng. Nó thường có trọng lượng từ 0,5 đến 2,0 pound (0,23 đến 0,91 kg). Ameiurus catus được tìm thấy trên khắp Hoa Kỳ.
Nó thích ở hồ bơi và vùng sông bùn đáy chậm chạp, suối, cá trê trắng nuôi chủ yếu là trên dưới cùng, nơi chúng ăn cá và côn trùng thủy sinh. Chúng ăn tích cực nhất vào lúc hoàng hôn và qua đêm chủ yếu là côn trùng dưới đáy, sâu, amphipods, và động vật không xương sống nhỏ khác. Mùa sinh sản xảy ra từ tháng Tư đến tháng Bảy khi nhiệt độ nước khoảng từ 65 đến 75 °F. Con đực bảo vệ tổ và ấp trứng bằng cách liên tục quạt nước ngọt trên chúng.